# کوه نقارخانه
کوه نقارخانه یا کوه طبرک نام کوهی است در ری که در آن آثار باستانی فراوان وجود دارد. در کتاب تاریخ طبرستان و رویان و مازندران آمده‌است، کنار صحرای ری تپه‌ای بزرگ است که طبرک است، و آن اولین قلعه عالم است.

## برج نقاره‌خانه

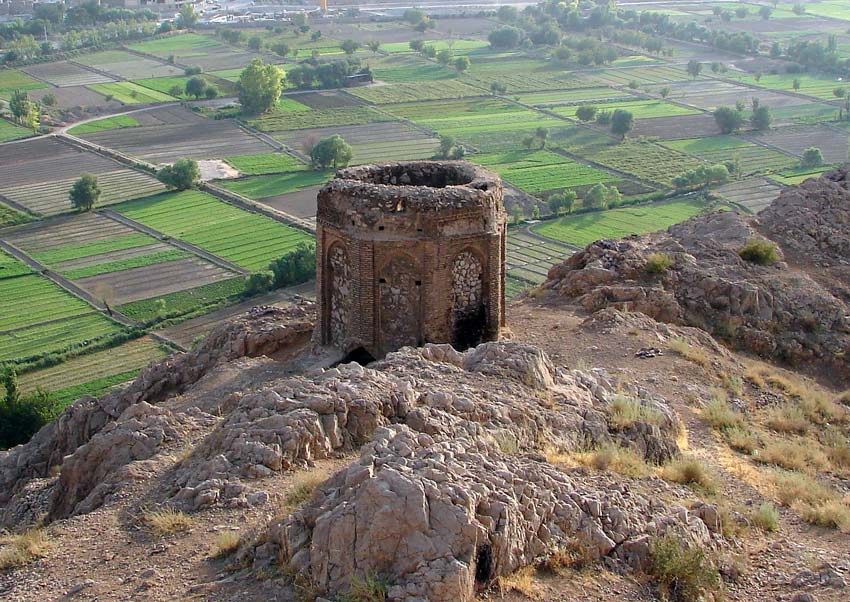
برج نقاره‌خانه

برج نقاره‌خانه در ناحیه شمالی امین آباد شهر ری و بر بالای کوه ری قرار دارد.مردم محلی به آن برج یزیدمی گویند.
به گفته برخی منابع این برج آجری که ارتفاع آن به سه متر می‌رسد، در حدود ۱۰۰۰ سال پیش به دست شخصی به نام «بزرگ امید» جهت استفاده شخصی ساخته شد. به گفته برخی پژوهشگران ممکن است این مکان مقبره یکی از شاهان سلجوقی باشد.
برج نقاره‌خانه دارای ساختاری متشکل از لاشه سنگ و گچ است و نمای آن تزیینات آجرکاری به همراه قوس‌های جناغی تزیینی دارد. به احتمال زیاد، اسکلت برج با سنگ بنا شده و سپس روی آن را آجرچینی کرده بوده‌اند.
اما در کتاب سیاست‌نامه خواجه نظام‌الملک چنین ذکر شده‌است که: «در شهر ری به روزگار فخرالدوله که صاحب بن عباد وزیر او بود، گبری بود توانگر که او را بزرجومیه گفتندی و بر کوه طبرک ستودانی کرد از جهه خویش و امروز بر جای است و اکنون آن را دیدهٔ سپاه سالاران خوانند و بر بالای گنبد فخرالدوله نهاده‌است و بسیار رنج و زر هزینه کرد بزرجومیه تا آن ستودان به دو پوشش بر سر آن کوه تمام کرد». بنابراین بر اساس این نوشته، اولاً بنا مربوط به دورهٔ آل‌بویه بوده، ثانیاً دارای گبند دو پوش بوده، و ثالثاً به پیروی از سنت استودان‌سازی ساسانیان ساخته‌است.

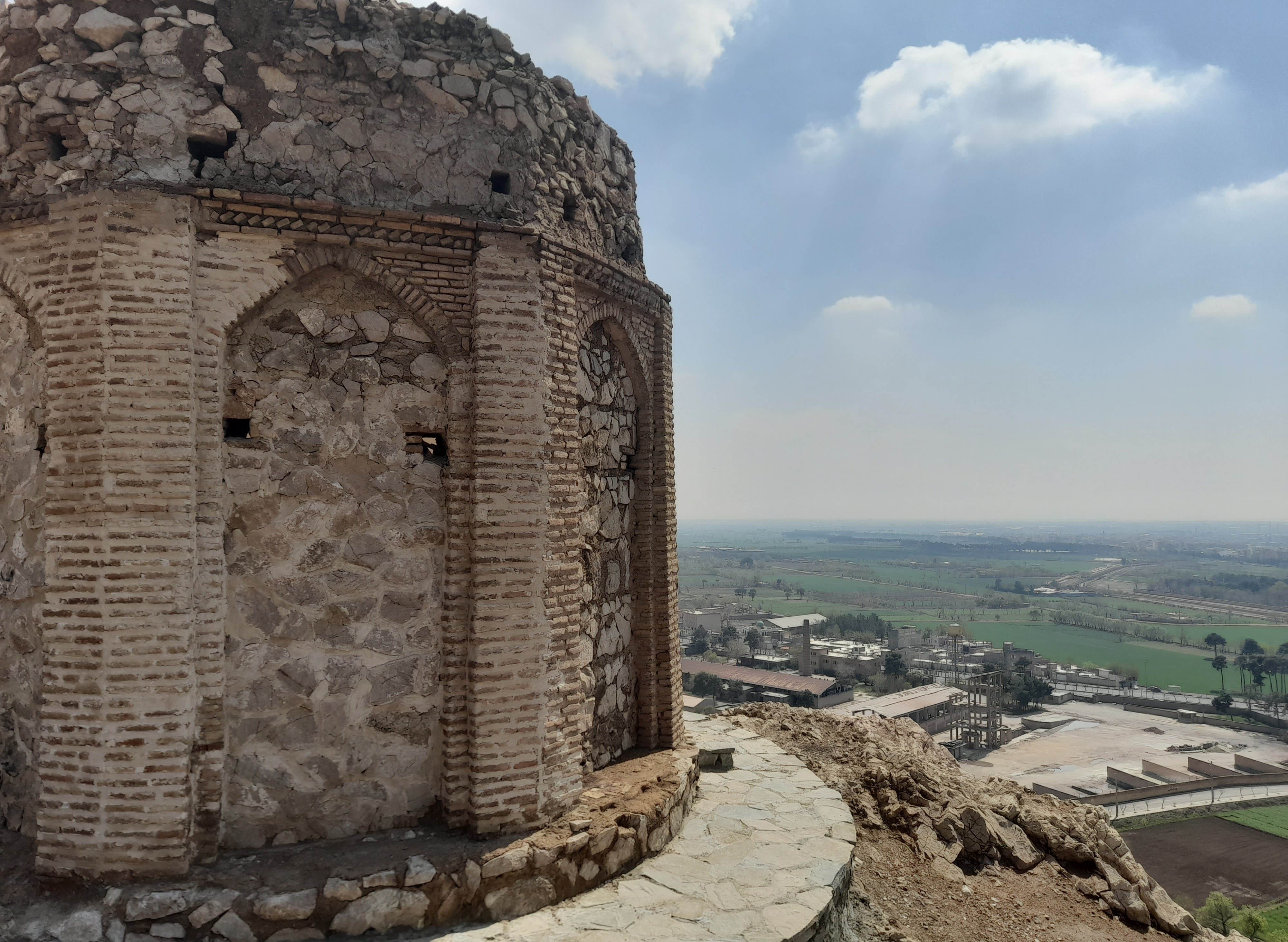
نمایی از ضلع غربی برج نقاره خانه

## گنبد فخرالدوله یا امیر اینانج

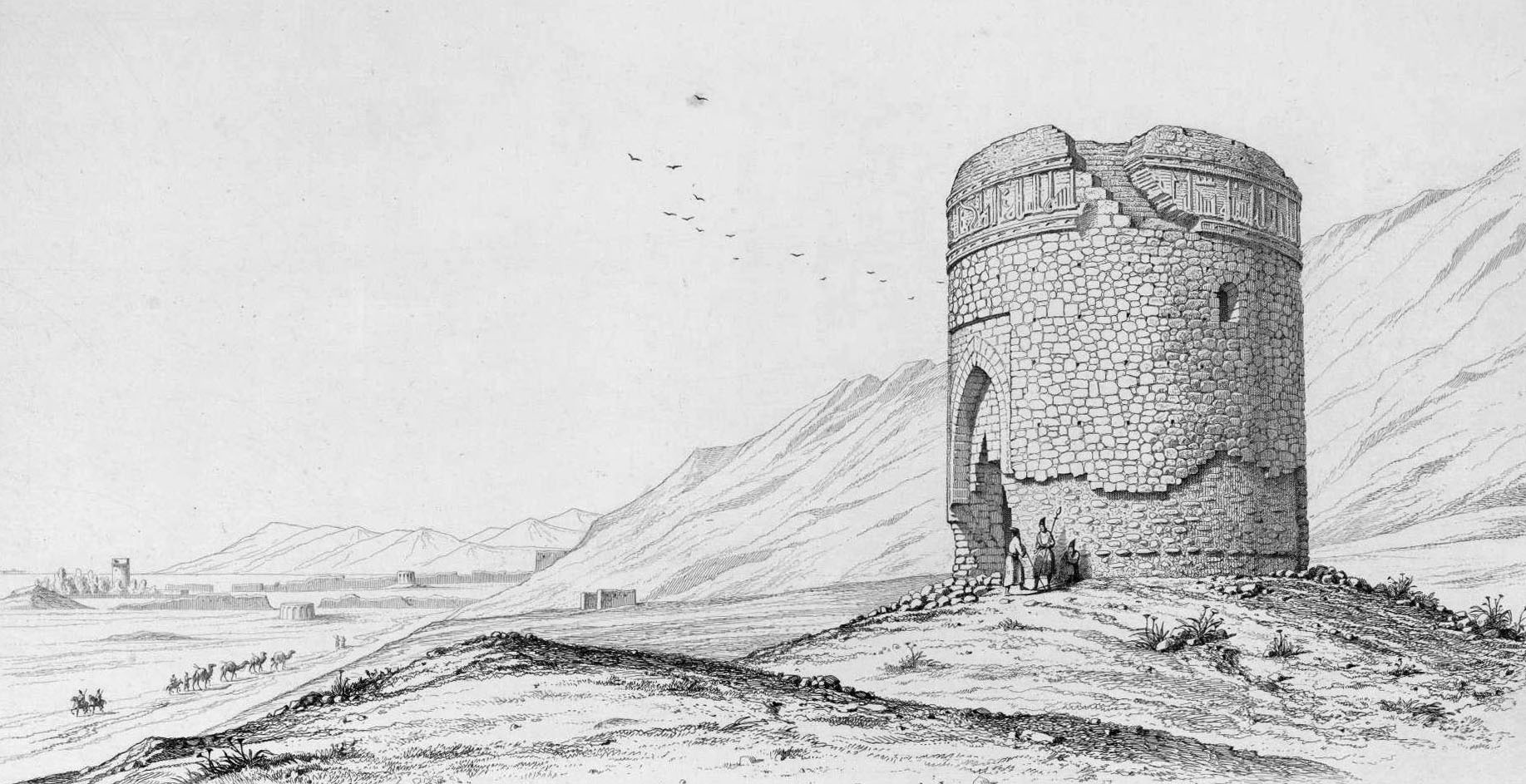
برج سنگی فخرالدوله، اوایل دوره قاجار گندبد آن فرو ریخته اما دیواره آن هنوز موجود بود.

بازمانده برج فخرالدوله (گنبداینانج)، زمان حاضر

همانند برج، در مورد سلجوقی یا آل‌بوئی بودن این گنبد هم در منابع اختلاف هست. برخی آن را گورستان سلطنتی آل‌بویه خوانده و گنبد را گنبد فخرالدوله دانسته‌اند. فخرالدوله حاکم آل بویه بود که در قلعه طبرک درگذشت. در مقابل برخی منابع گنبد امیر اینانج خوانده شده‌است و آن را به حسام‌الدین سنقر اینانج که والی ری در عصر سلجوقیان بود که به دست غلامش کشته شد منسوب می‌کنند.
این گنبد که ساختمان آن تا دوران قاجار پابرجا بوده، امروز ویران شده و تنها بقایای شالودهٔ آن بر جای مانده‌است.

این بنا تا مدت‌ها گمان می‌رفت گنبد فخرالدوله در دامنه کوه نقارخانه است. دکتر شهریار عدل با خواندن کتیبه روی آن، این بنا را از آن «عبدالجلیل بن فارس» دانسته‌است. بنایی که در زمان محمدشاه قاجار گنبدش ویران شده اما خودش هنوز پابرجا بود اما امروز تنها پی این بنا باقی‌مانده‌است. کتیبه بنا چنین است:
«بسم الله الرحمن الرحیم امر ببناء هذه القبة الشیخ الاجل السید الرئیس (ا[لمنصـ]ور؟) عبدالجلیل بن فارس الخازن (الخادم؟) غفرالله له و لوالدیه فی شهور سنة ستّ و سـ[تّین و اربعمائةٍ]»

## قلعه طبرک

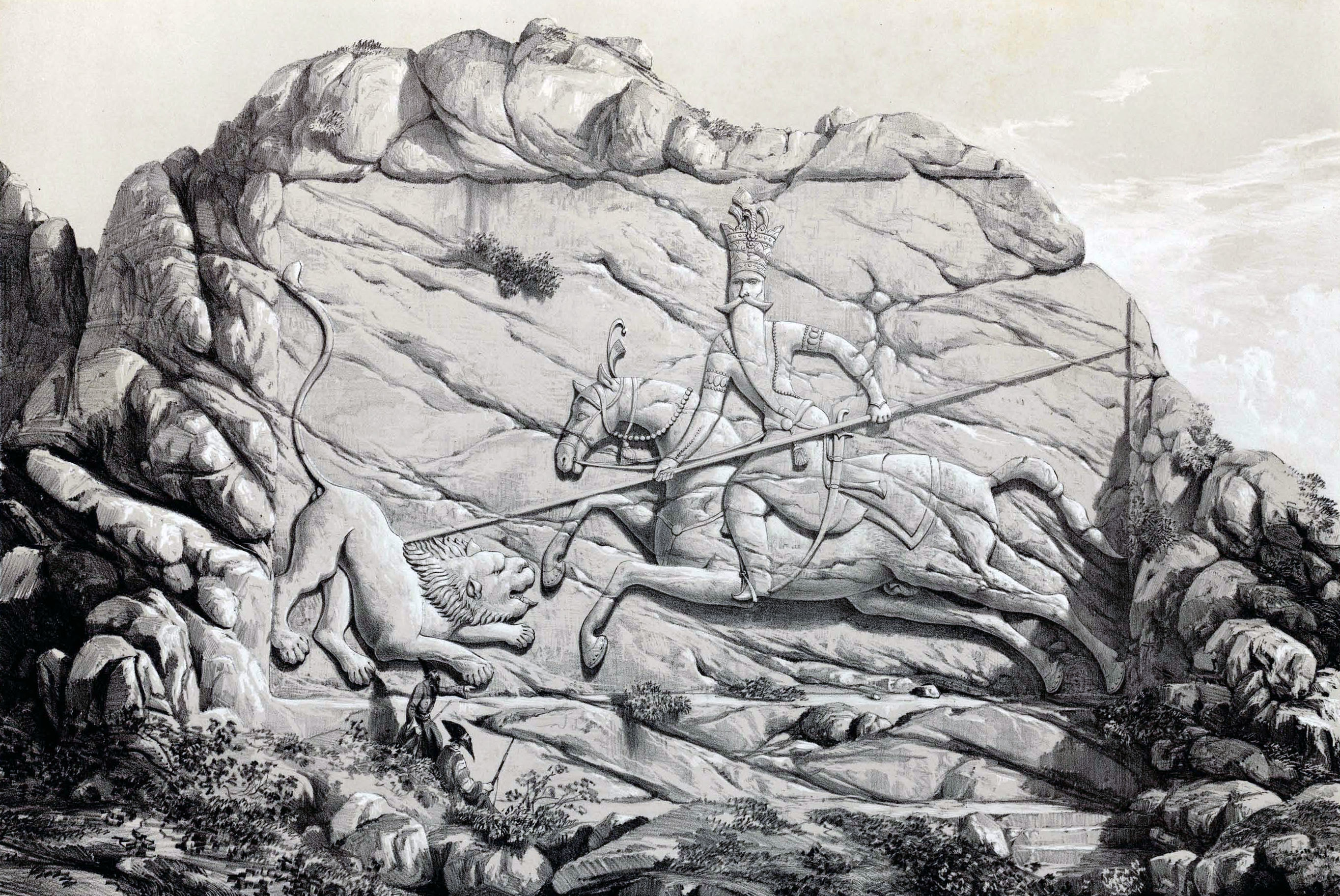
تصویری از دوران محمدشاه قاجار از حجاری که بر اثر فعالیت کارخانه سیمان ری تخریب شد

قلعه طَبَرَک دژی تاریخی در شهر ری بود.
این بارو و حصار شهر آثار بر جای مانده از دوران خلفای عباسی و مهم‌ترین آثار اسلامی ری است که شامل یک رشته دیوارهای خشتی و سنگی است. داخل حصار بقایی به نام قلعه طبرک وجود داشت که به دستور طغرل سلجوقی با خاک یکسان شد. در بالای کوه نیز نقشی از بهرام گور بود که بعدها در دوران قاجاریه صورت فتح‌علی‌شاه را به جای آن تراشیدند که آنهم بر اثر فعالیت کارخانه سیمان ری خراب شد.

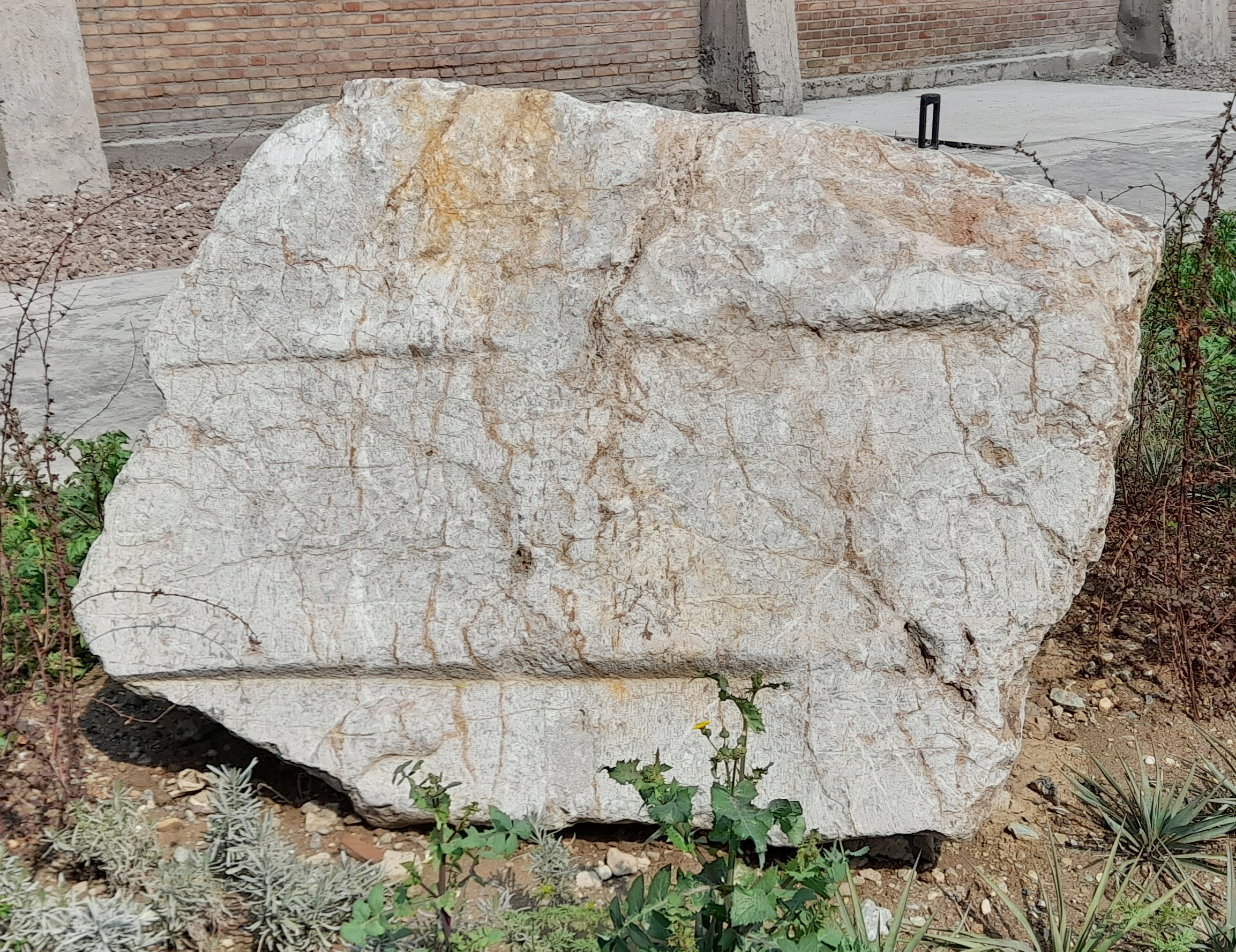
سنگ نگاره شکار شیر توسط فتحعلی شاه در پای کوه طبرک (نقاره خانه) قرار داشت که در زمان رضاشاه و بدلیل فعالیت های انفجاری کارخانه سیمان نابود شد و این بخش، تنها بخش بازمانده از آن اثر است که امروزه در موزه کارخانه سیمان ری قرار دارد.

## تخریب و عدم نگهداری
آثار تاریخی موجود در دامنه کوه نقارخانه بدون متولی و نگهبان رها شده و به محلی برای تجمع معتادان بدل گردیده‌اند. همچنین فعالیت‌های انفجاری کارخانه سیمان ری موجب در خطر گرفتن آثار موجود در دامنه کوه‌های ری از جمله گورستان سلطنتی آل‌بویه، برج نقاره‌خانه و نیز آرامگاه بی‌بی شهربانو گردیده بود که منجر به شکایت سازمان میراث فرهنگی از این کارخانه شد.

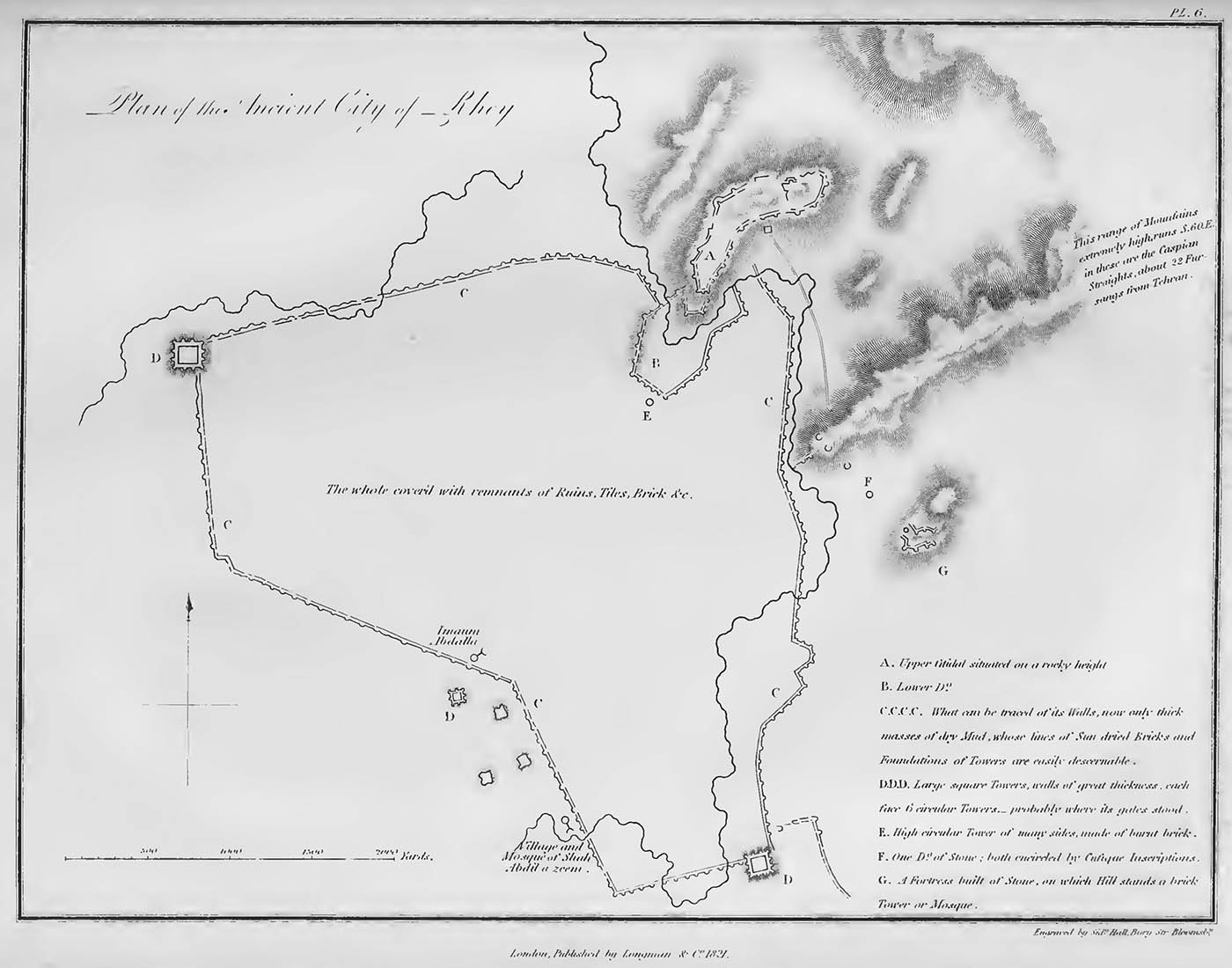
نقشه رابرت کر پورتر در زمان فتحعلی‌شاه قاجار که در آن شاه عبدالعظیم و امامزاده عبدالله و نیر اماکن زیر مشخص شده: A,B. باروی ری C. دیوار شهر D. برج‌های نگهبانی E. برج طغرل F. برج و گنبد سنگی فخرالدوله در کوه نقارخانه G. بنای سنگی آرامگاه بی‌بی‌شهربانو

## نگارخانه

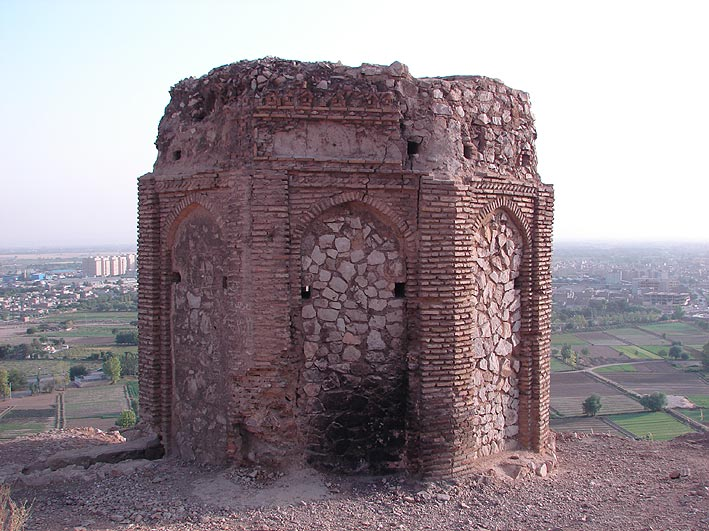
برج نقاره‌خانه
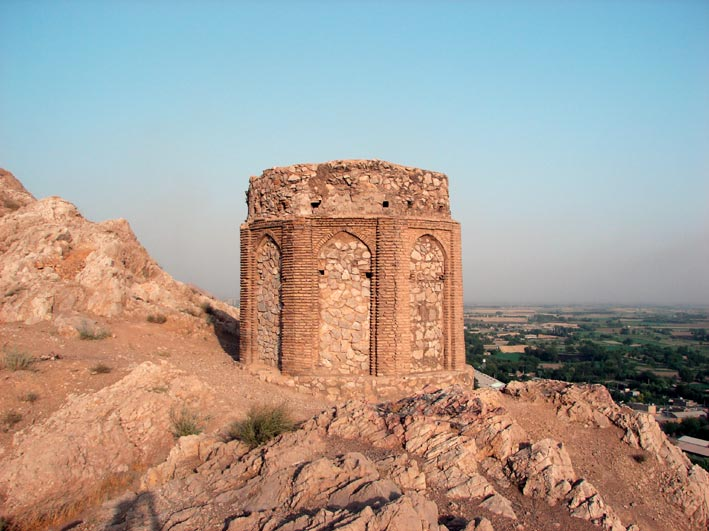
برج نقاره‌خانه
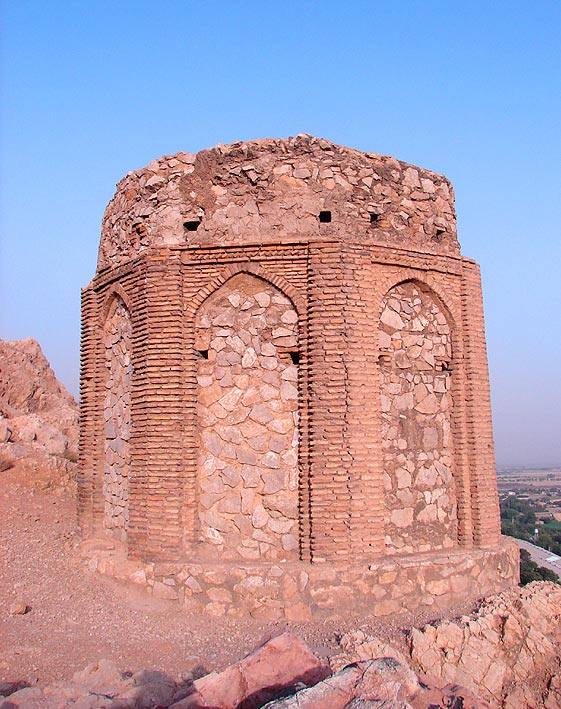
برج نقاره‌خانه
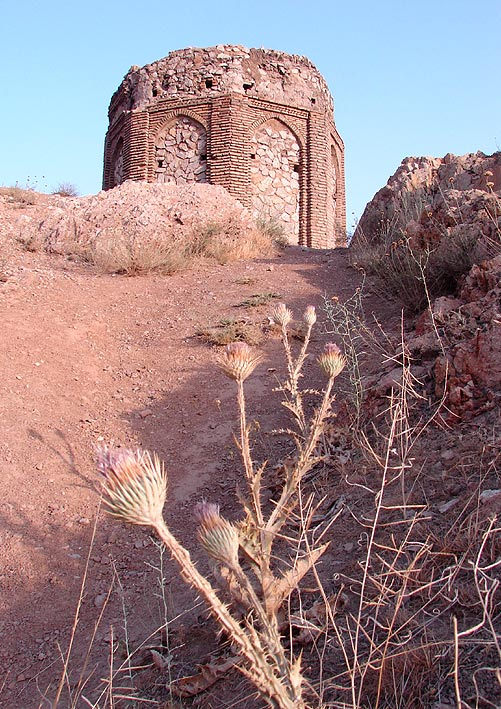
برج نقاره‌خانه